# Atlantisch orkaanseizoen 1968
Het Atlantisch orkaanseizoen 1968 duurde van 1 juni 1968 tot 30 november 1968. Tropische cyclonen die buiten deze seizoensgrenzen ontstaan, maar nog binnen het kalenderjaar 1968, worden ook nog tot dit seizoen gerekend.